# Cole Porter
Cole Porter (Peru, Indiana, 1891. június 9. – Santa Monica, Kalifornia, 1964. október 15.) Grammy-díjas amerikai musicalszerző.

## Élete
Anyai nagyapja, James Omar "J. O." Cole az Indiana állambeli kisváros, Peru gazdag, befolyásos polgára volt, akinek lánya (Kate Cole) mindent megkapott, amit csak fejébe vett megtehette, még azt is, hogy az atyai tiltással dacolva menjen férjhez. Gyengekezű urának (Samuel Fenwick Porter) nem sok szava volt a családban, így Cole Porter (művésznevét szülei családnevéből gyúrta össze) elkényeztetett gyermekként nőtt fel. Már hatéves korában tehetségesen hegedült, nyolcévesen zongorázott. Anyja a család befolyását és anyagi hátterét felhasználva egyengette zenei karrierjét: lefizette a helyi zenekart, hogy fia lehessen a szólista, az újságokat lekenyerezte, hogy kedvező kritikákat írjanak. Sőt amikor fia beiratkozott a konzervatóriumba, két évvel fiatalabbnak tüntette fel okmányaiban, hogy jobb benyomást keltsen.
Porter később a Yale Egyetemre járt, az itt töltött évek alatt 6 musicalt és 300 dalt írt, a mai napig az egyetemi hagyomány része egyik indulója. Nagyapja kívánságára jelentkezett a Harvard Egyetem jogi karára, később átiratkozott a zenei fakultásra. Végzése után belevetette magát a New York-i nagyvilági életbe, színre került és meg is bukott első darabja.
1917-ben Párizsba költözött, az első világháború utolsó éveit az idegenlégió soraiban töltötte. A harcok elcsitulta után fényűző és extravagáns partik sorával tűnt ki, majd 1919-ben megnősült. A nála tíz évvel idősebb és dúsgazdag elvált asszony feleségével (Linda Lee Thomas) kötött házassága üzleti alapon működött: a szextől irtózó asszony előző, goromba férjétől menekült, a közismerten homoszexuális Porter pedig a társadalmi elvárásnak eleget téve, hölggyel karján tűnhetett fel a társasági eseményeken. Házasságuk tartósnak bizonyult, 1919-től Linda haláláig, 1954-ig tartott.
Közben persze komponált is, Párizsban el is ismerték, de az amerikai sikerre az 1920-as évek végéig várnia kellett. 1928-ban aztán a Párizs című musicalhez írt egyik dalát felkapta a közönség, és ettől kezdve csak ontotta a sikerdarabokat. A Broadwayn telt házzal futottak musicaljei, Hollywoodban sorra filmesítették meg szerzeményeit, amelyeknek szöveget is ő írta. Talán legismertebb zenés darabjai, musicaljei a William Shakespeare Makrancos hölgyét feldolgozó Csókolj meg, Katám! (angolul Kiss me Kate) és a Kánkán, örökzöld dala a Night And Day, a Begine The Beguine, a Love For Sale, az I've Got You Under My Skin.
1937-ben tragikus baleset érte lovaglás közben: mindkét lába eltört, idegpályái megsérültek, soha nem tudott többé igazán lábra állni. A folyamatos fájdalom élete részévé vált, több mint harminc műtéten esett át, kínjait munkába és alkoholba ölte.
A nyilvánosság előtt egyre kevesebbszer mutatkozott: jobb lábát amputálták, elvesztette anyját, majd feleségét is. 73 éves korában, 1964. október 15-én halt meg Santa Monica-i otthonában egy veseműtét után. Életéről több film is készült, 2007-ben csillagot kapott a hollywoodi Hírességek sétányán.
A magyar nyelvterületen 1963 és 2008 között tizenhárom bemutatója volt A Csókolj meg, Katám kilencszer; a Kánkán és a Mi jöhet még?! kétszer került színre.

## Művei

### Fontosabb dalok
- Ace in the Hole
- After You, Who?
- All of You (Tetszik a két szemed)
- All Through the Night (Egész éjen át)
- Allez-Vous-En
- Always True to You in My Fashion (Mindig hű vagyok a magam módján)
- Anything Goes
- At Long Last Love
- Be a Clown
- Begin the Beguine (Kezdődik a bigin)
- C'est Magnifique (Ez nagyon szép)
- Ca, C'est L'amour
- Come Along With Me (Gyere velem)
- Do I Love You?
- Don't Fence Me In
- Down in the Depths
- Dream Dancing
- Ev'ry Time We Say Goodbye
- From This Moment On
- Get Out of Town (Eredj innen)
- Give Him the Ooh-La-La
- I Am in Love (Szerelmes vagyok)
- I Concentrate on You
- I Get a Kick Out of You
- I Happen to Like New York
- I Love Paris (Szeretem Párizst)
- I Love You
- I Love You, Samantha
- I've Got My Eyes on You
- I've Got You Under My Skin
- In the Still of the Night
- It's All Right with Me (Minden rendben)
- It's De-Lovely
- Just One of Those Things (Egy azon dolgok közül)
- Kiss Me Kate (Csókolj meg, Katám)
- Let's Do It, Let's Fall in Love (Tedd azt)
- Let's Misbehave
- Little One
- Love for Sale
- Mind if I Make Love to You?
- Miss Otis Regrets
- My Heart Belongs to Daddy
- Night and Day (Éjjel-nappal)
- Now You Has Jazz
- On the Sunny Side of the Street (A napsütéses oldalon)
- Ridin' High
- So in Love
- So Near and Yet so Far
- Tom, Dick or Harry
- Too Darn Hot
- True Love (Igaz szerelem)
- Well, Did You Evah!
- What Is This Thing Called Love? (Mi a szerelem?)
- Who Wants to Be a Millionaire?
- Why Can't You Behave?
- You Do Something to Me
- You'd Be So Easy to Love (Könnyű szeretni)
- You'd Be So Nice to Come Home To
- You're Sensational (Ez nagyszerű)
- You're the Top

## Emlékezete
Alakját a De-Lovely – Ragyogó évek (De-Lovely) című, 2004-ben készült filmben Kevin Kline játszotta, amelyben számos Cole Porter-dal feldolgozása is elhangzik.

## Érdekesség
A "Who Wants to Be a Millionaire" dalának címét kapta meg az eddigi legsikeresebb televíziós kvízműsor, a Legyen Ön is milliomos! eredeti, angol verziója.